# ميناء الجميلة
ميناء الجميلة هو منتجع ساحلي يقع غرب البلدية الجزائرية عين البنيان (غيوفيل سابقا) في ولاية الجزائر.

## جغرافيا
تقع مدينة جميلة في أقصى غرب بلدية عين البنيان وهي تواجه شبه جزيرة سيدي فرج التي يفصلها شاطئ رملي يبلغ طوله حوالي 7 كم التي يتواجد بها المركبات السياحية «نادي الصنوبر» و«موريتي».

## السياحة
مدينة جميلة هي المنطقة السياحية الرئيسية في بلدية عين البنيان.
يتكون المنتجع الساحلي من:
- من مجموعة من المساكن الفردية من النوع الاستعماري (1,036 فيلا و 15 حظيرة) ونوع جزائري حديث.
- مجموعة من المرافق السياحية والاسترخاء بما في ذلك المطاعم الشهيرة.
- شاطئ رملي
- ميناء الصيد والمتعة.
- الشاطئ الاصطناعي نصف الحصى منتصف الخرسانة.[1]